# YMCA
YMCA (акрон. от англ. Young Men’s Christian Association — «ассоциация молодых христиан», русиф. ИМКА) — молодёжная волонтёрская организация. Стала известна благодаря организации детских лагерей. Основана в Лондоне в 1844 году Джорджем Вильямсом (1821—1905), насчитывает около 64 млн участников в более чем 120 странах мира.
Хотя по своему «происхождению» и целям YMCA является христианской организацией, она не имеет официальных связей с какой-либо церковью, правительством или государством. Целями программ YMCA являются укрепление нравственного и физического здоровья людей, объединение их для общественно-полезной деятельности, воспитание уважения к общечеловеческим ценностям.

## История

### СозданиеYMCA
В 1844 году английский приказчик Джорж Вильямс (1821—1905) вместе с небольшой группой единомышленников создал организацию для молодёжи. Изначально её основной целью было развитие нравственных принципов молодёжи. В те времена всё общество было достаточно религиозно и все базовые духовные принципы исходили из христианства. Среди последователей Вильямса были люди, относящиеся ко всем христианским конфессиям, поэтому они назвали себя YMCA (Young Men’s Christian Association). Очень скоро, следуя запросам молодёжи, это общество расширило свои задачи, появились программы умственного и физического развития. В этих обществах обсуждение политических вопросов считалось неуместным и находящимся вне круга интересов и целей организации. Эта идея оказалась настолько удачной, что по истечении всего семи лет в Англии было образовано уже более 20 организаций YMCA. В 1851 году аналогичные общества открылись в Монреале (Канада), а затем и в Бостоне (США), немногим позже — в Париже. На конференции 1855 года в Париже было установлено, «любые существующие различия в религиозных и иных убеждениях членов Союза, какими бы важными они ни были, не должны влиять на сердечные отношения между членами Союза».

### Вторая мировая война
Во время Второй мировой войны ассоциация реализовала программу «Помощь военнопленным» для поддержки союзных и немецких военнопленных путём предоставления спортивного инвентаря, музыкальных инструментов, художественных материалов, радиоприёмников, столовых приборов и других предметов.

### Российская империя
Российская ИМКА была основана в 1900 году в Санкт-Петербурге под названием «Общество содействия нравственному, умственному, и физическому развитию молодых людей „Маяк“», ставшая первой организацией ИМКА, имевшей независимое правление и не являвшейся филиалом какой бы то ни было зарубежной организации. Новое учреждение очень быстро и энергично принялось за дело. Уже ранней весной 1901 года образовался литературный кружок, который вели известные педагоги и литераторы. Два раза в неделю перед молодёжью выступали выдающиеся учёные и общественные деятели с лекциями по русской и всеобщей истории, праву, литературе и естественным наукам. Среди первых лекторов были: академики А. Ф. Кони, И. В. Тарханов, профессор фон Глазенап. Большой популярностью пользовались вечерние курсы по русскому, французскому, немецкому и английскому языкам, основам бухгалтерии, коммерческой математике, спортивные секции. Был организован хор церковного и светского пения, русский оркестр, музыкальные и гимнастические классы. Членами и меценатами ИМКА России являлись известные деятели культуры: Скрябин, Рахманинов, Стравинский, Анна Павлова, Бунин.
Ко времени Октябрьской революции количество членов организации достигло почти 4 000 человек, а годовой бюджет почти 100 тыс. рублей. В годы Первой мировой войны ИМКА России осуществляла курсы по уходу за ранеными, помощь беженцам и русским военнопленным. В 1918 году в связи с революцией советское правительство запретило все некоммунистические организации. Запрет ИМКА был связан с тем, что деятельность организации часто выходила за рамки благотворительности. Посол Франции в России вспоминал по этому поводу:
...Америка имела многочисленных и активных посредников в лице сотрудников Христианского молодёжного союза. Под прикрытием благотворительности и добрых дел, члены ассоциации проникали всюду: таким образом, они собирали информацию, которая была нужна их торговым корреспондентам.
Однако ИМКА продолжала свою активную деятельность на территориях контролируемой антибольшевистскими силами до 1920 года. Одним из самых активных сотрудников ИМКА работавших в России в период интервенции и Гражданской войны был Ральф Альбертсон. Он был секретарём ИМКА на Севере России с декабря 1918 года по сентябрь 1919 года. Сразу же по возвращении на родину Ральф Альбертсон написал книгу о своём пребывании в России, под названием "Бои без войны - Отчёт о военной интервенции на Севере России". В книге Ральф Альбертсон осудил интервенцию и привёл множество примеров военных преступлений совершённых интервентами. Несмотря а то, что книга была издана в далёком 1920 году, на русский язык она была переведена лишь в 2023 году.
Деятельность YMCA в России возобнвилась в 1992 года.
Деятельность членов ИМКА России продолжалась за рубежом. В 1921 группа эмигрантов из России создала «ИМКА-Пресс», впервые напечатавшее многие произведения Бердяева, Булгакова, Набокова, Солженицына, Шмелёва, Бунина, Зайцева, Цветаевой и других.
Возобновление деятельности организации началось в 1989 году, с момента визита в СССР её иностранной делегации. В 1992 году в Москве прошла конференция ИМКА. В 1998 официально зарегистрирована в РФ. На данный момент существует 13 местных подразделений ИМКА в 10 регионах России.

## Факты
- Первые концерты Элвиса Пресли и U2 были организованы на площадках YMCA.
- Баскетбол, волейбол и водное поло зародились в американской YMCA.
- Каталоги книжного магазина YMCA-Press в Париже, попадавшие в СССР с середины 1960-х годов, включали сотни наименований книг и журналов на русском языке, изданных в разных странах в разное время.
- Эмблема организации — равносторонний треугольник, символизирующий гармоничное развитие интеллектуальной, физической и духовной сторон человека.

## Отношение Русской православной церкви за границей кYMCA
Критика
О своём отрицательном отношении к ИМКА не раз на уровне соборных определений заявляла РПЦЗ, связывая деятельность ИМКА с масонством, распространением идей экуменизма и нехристианского гуманизма. И это несмотря на то, что одной из декларированных целей ИМКА в России является сохранение традиций РПЦ, русской духовности и культуры. Но отношение РПЦЗ не выражало мнение полноты церкви и русской эмиграции.
Похвала
Так, митрополит Евлогий (Георгиевский) отказался признать решение Заграничного Синода. Его поддержало духовенство и прихожане. Глава Всемирной студенческой христианской федерации и Христианского союза молодых людей (УМСА) доктор Джон Мотт и его соратники приняли участие в судьбе русских беженцев и русской молодёжи, в судьбе РСХД. Джон Мотт первый внёс крупное пожертвование на основание Свято-Сергиевского Богословского института в Париже.

В 1921 году патриарх Тихон, святой исповедник РПЦ, писал Дж. Мотту по поводу того, что тот профинансировал издание перевода православного богослужения на английский язык: 
Молитвенно, вседушевно призываем благословение Божие на это благочестивое начинание, имеющее в виду распространение Христовой веры на земле и содействие живому общению верующих во Христа с нашим Господом и Спасителем, дивным во Святых Своих, и желаем благодатного преуспевания и радости о Духе Святом всем труждающимся в этом великом деле.
 Далее патриарх писал, что будет счастлив, 
если Господь судит ему в живых утешиться вестью, что столь потребная к уразумению учения Святой Православной Апостольской Церкви книга издана во свидетельство ревности христианского союза молодых людей о благовествовании Христовой Истины.